# Parque nacional Rohkunborri
El parque nacional Rohkunborri (en noruego: Rohkunborri nasjonalpark, en sami septentrional: Rohkunborri álbmotmeahcci) es un parque nacional de Troms, Noruega. Fue creado el año 2011. 

## Geografía
Consta de un área protegida de 571km² en el municipio de Bardu a lo largo de la frontera con Suecia, a 30 km al sureste de Setermoen y a 50 km al noreste de Narvik. 
El parque está al sur del parque nacional Vadvetjåkka en Suecia y a menos de 10 km al sur del parque nacional Øvre Dividal. Abarca al valle de Sørdalen, al lago Geavdnjajávri y a la montaña Rohkunborri. Los lagos de Altevatnet y Leinavatnet están fuera de los límites.

## Flora y fauna
El paisaje varía de bosques boreales en la parte baja a tundra alpina en la zona alta. Es hogar del oso pardo, del glotón y el lince. Otras especies que habitan aquí son el búho nival, el halcón gerifalte y el reno (con crianza por parte de los sami).  Hay tierras húmedas y vegetación alpina. La roca madre es rica en lima y hay pantanos. Los lagos del este tienen salvelinos. Las montañas a lo largo del cañón alcanzan los 1500 m.s.n.m.

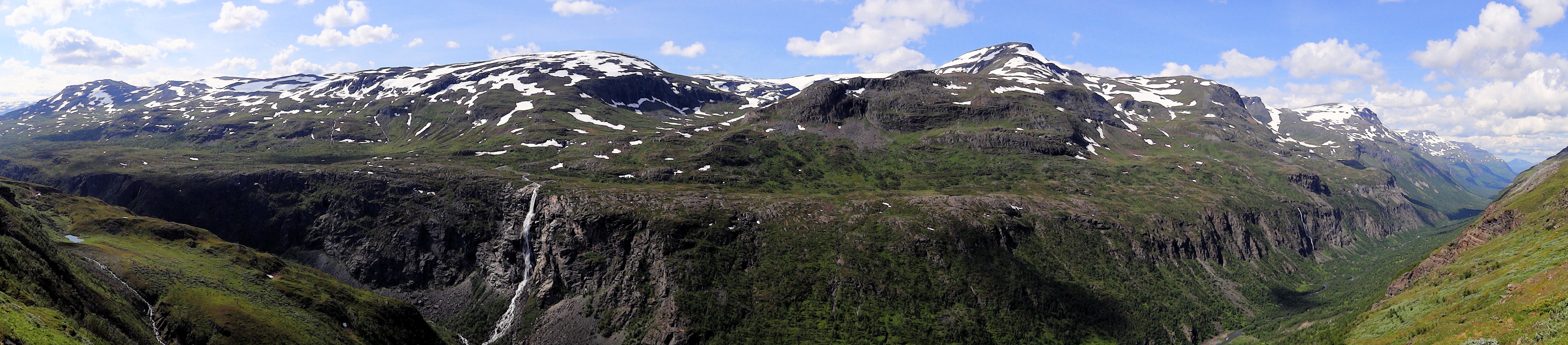
Fotografía panorámica del cañón de Sørdalen.

## Galería

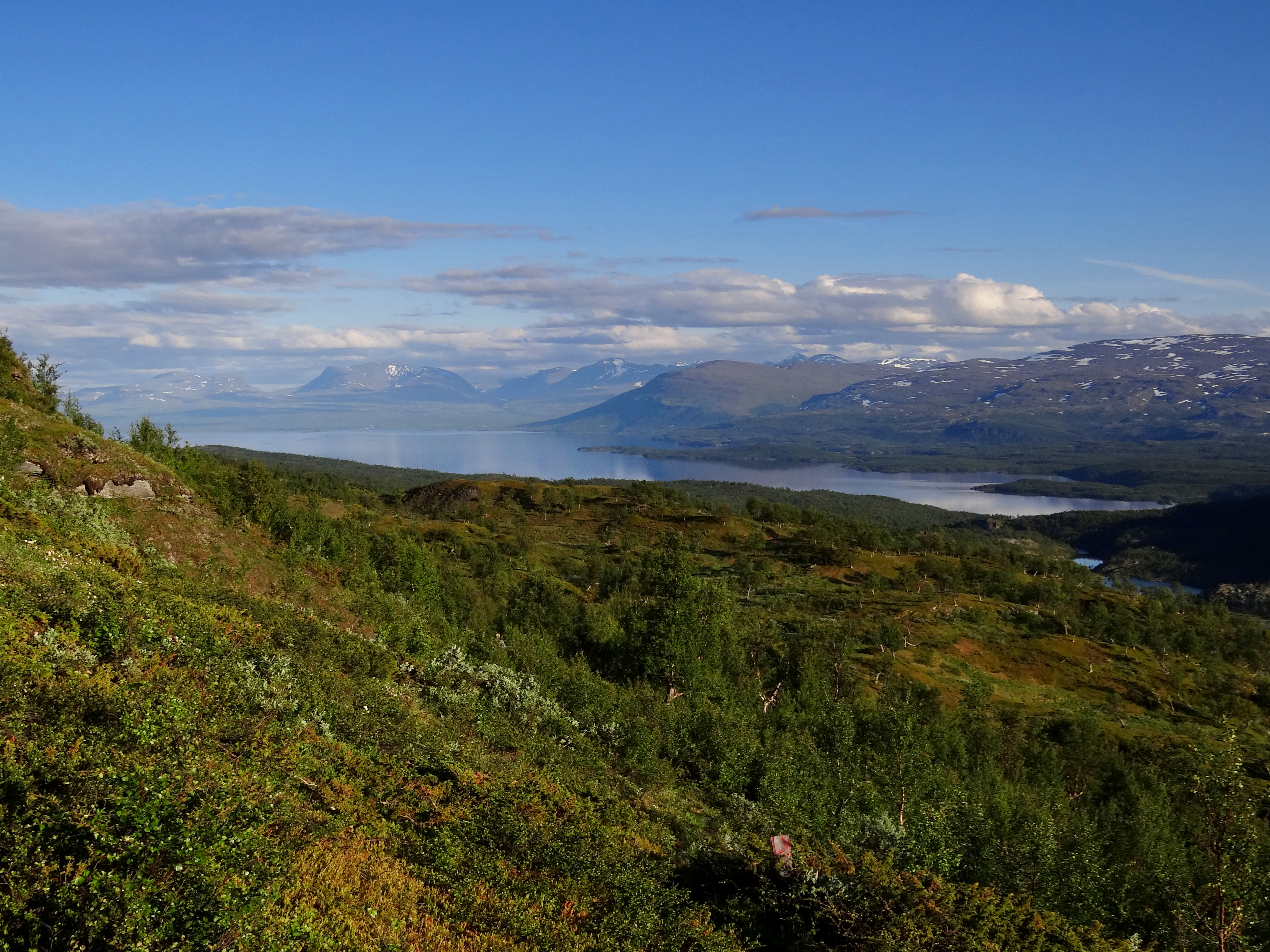
Rohkunborri es adyacente a la frontera sueca, cerca del lago Torneträsk.
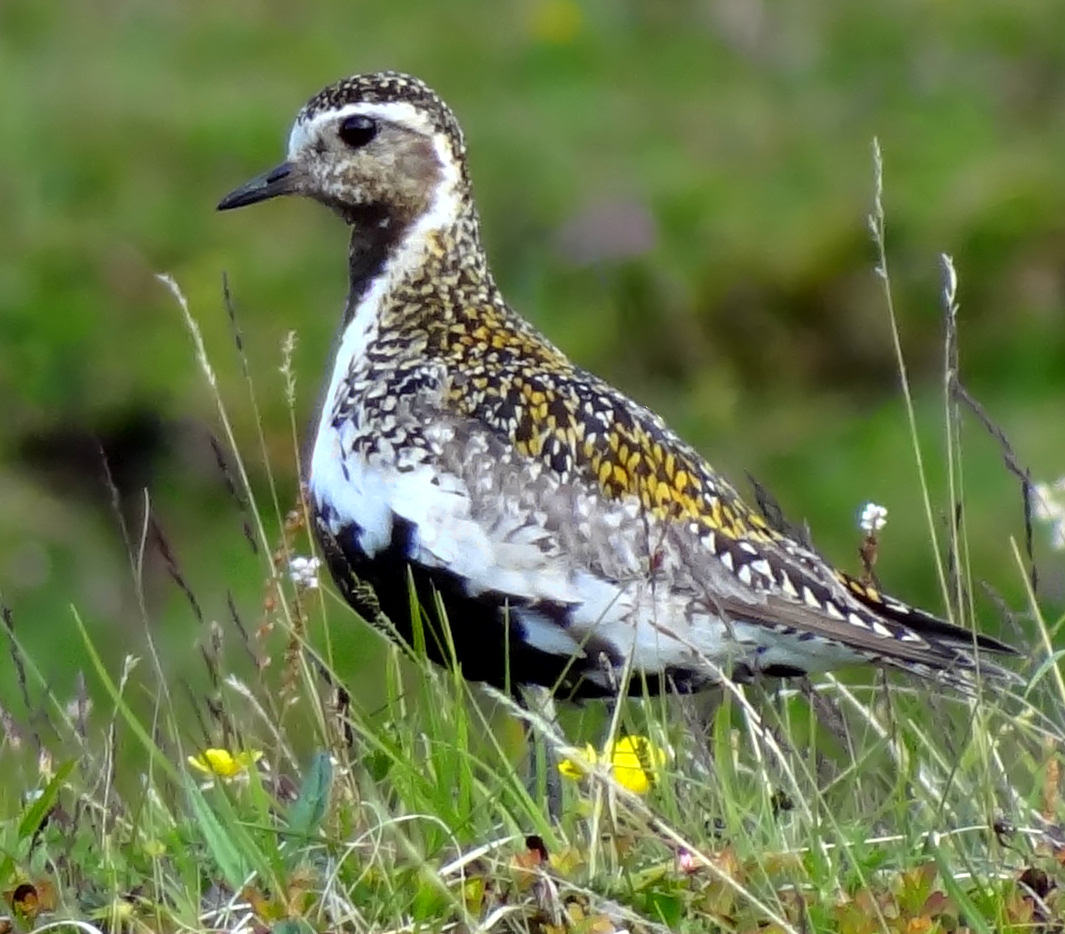
Un chorlito dorado en Rohkunborri.